# Povestea lui Dale Earnhardt
Povestea lui Dale Earnhardt (titlu original: 3: The Dale Earnhardt Story) este un film american de televiziune din 2004 regizat de Russell Mulcahy. Rolurile principale au fost interpretate de actorii Barry Pepper, Elizabeth Mitchell și Ernest Whitted. Filmul prezintă viața șoferului NASCAR Dale Earnhardt. A fost produs de ESPN.

## Distribuție
| Actor                     | Rol                                             |
| Barry Pepper              | Dale Earnhardt                                  |
| Elizabeth Mitchell        | Teresa Earnhardt                                |
| Ernest Whitted            | Pit Crowd                                       |
| Andrea Powell             | Martha Earnhardt                                |
| Sean Bridgers             | Neil Bonnett                                    |
| David Lewis Brooks        | Earnhardt Pit Crew                              |
| Russell Brooks            | Earnhardt Pit Crew (ca Russell Dean Brooks Jr.) |
| Joe Chrest                | Jake Elder                                      |
| Russell Cook              | Press Conference VIP                            |
| Teresa Delgado            | Kelley Earnhardt                                |
| Tony Devon                | Will                                            |
| Thunderbird Dinwiddie     | Connie (ca Traci Dinwiddie)                     |
| Tricia Dyar               | Daisy (ca Tricia Quattlebaum)                   |
| Corri English             | Kelley Earnhardt                                |
| Michael Flippo            | Wayne Robertson                                 |
| Daniel Freeze             | Dale Pit Crew                                   |
| Frank Glidden             | Kerry Earnhardt                                 |
| Craig S. Harper           | Kenny Schrader                                  |
| Andy Hillenburg           | Deke                                            |
| Kenneth M. Johnston       | Darrell Waltrip Pit Crew Member                 |
| Jim Keisler               | GM Executive                                    |
| Andrea Kfoury             | Marion                                          |
| James G. Martin Jr.       | Dwayne                                          |
| Chad McCumbee             | Dale Earnhardt Jr.                              |
| Marshal McGee             | Dale Earnhardt Jr.                              |
| Ron Prather               | Richard Childress                               |
| Brandi Ryans              | Brenda Gee                                      |
| David Sherrill            | H.A. "Humpy" Wheeler                            |
| Lori Beth Sikes           | Latane Brown (ca Lori Beth Edgeman)             |
| J. K. Simmons             | Ralph Earnhardt                                 |
| Zachary Dylan Smith       | Dale Earnhardt Jr.                              |
| Kevin Stillwell           | Rod Osterland                                   |
| Greg Thompson             | Darrell Waltrip                                 |
| Olivia Weston             | Dale's Mistress                                 |
| David Wilson              | GM Executive                                    |
| Meredith DiPaolo Stephens | Driver's Wife (nemenționat)                     |